# 東城沼

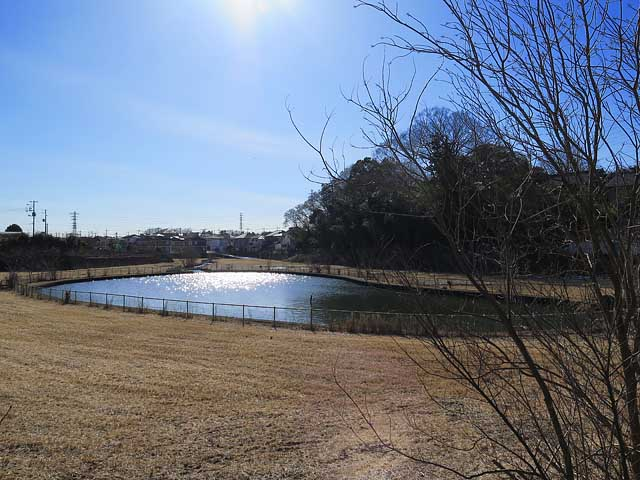
東城沼（2015年2月）

東城沼（ひがしじょうぬま）は、埼玉県蓮田市の中南部（黒浜地区）に所在する沼である。

## 概要
東城沼は古くには護岸のされていない自然沼の状態であったが、昭和中期頃に至ると、周辺の宅地造成や土地区画整理事業実施などに併せてコンクリート護岸が行われた。
今日の東城沼はほぼ東西方向に楕円形の沼となっており、水面の周囲はフェンスで囲まれている。その外側には整地された土地が所在し、さらにその土地を囲うように一段高いコンクリート護岸およびフェンスが廻らされ、沼は調整池の地形となっている。南西部には土管が、南東部には水路が接続している。
所在地周辺は、北側は畑などの農地や集落で、東方や南方は新市街地、西側は市道を挟み西城沼公園（西城沼）となっている。明治期の記録である『武蔵国郡村誌』には東西1町50間（約200 m）・南北15間（約27 m）・周囲2町50間（約309 m）とあり、城村（今日の大字城）の中央に位置し、用水に用いられると記されている。

## 所在地
- 〒349-0143
- 埼玉県蓮田市大字城[3]

## 周辺
- 西城沼公園
- 西城沼
- 城自治会館
- 埼玉県道3号さいたま栗橋線
- 中島公園
- 貝和田公園
- ふわふあの森（緑地）
- 天満神社
- 阿弥陀堂